# Dravci
Dravci (Accipitriformes) jsou řád ptáků. Do řádu je zahrnuto asi 225 druhů ptáků přizpůsobených k lovu živé kořisti.

## Charakteristika dravců
Mezi dravce patří jak malí ptáci velikosti kosa, tak velcí ptáci s rozpětím křídel přes dva metry. Charakteristickým znakem je hákovitě zahnutý ostrý zobák, ostré drápy a silná široká křídla (přizpůsobení k lovu živé kořisti). Kořist loví ve dne. Mají výborný zrak, zatímco čich mají slabý.
Dravci jsou dlouhověcí ptáci, jestřábovití se dožívají přes 30 let. Jsou monogamní. Menší druhy dravců mívají větší snůšky, inkubace je kratší a mláďata jsou déle krmena v hnízdě. Oba partneři se aktivně podílejí na péči o mláďata. Pokud jeden z rodičů uhyne, zahynou s největší pravděpodobností také mláďata. Je tomu tak proto, že rodiče mají rozdělené role, samec přináší ulovenou potravu na hnízdo a samice mláďata krmí. Uhyne-li tedy samice, samec dále přináší potravu, ale mláďata nejsou schopna se sama nakrmit; uhyne-li samec, samice je nucena sama lovit a s největší pravděpodobností mláďata opustí. Opuštění mláďat hrozí také tehdy, jsou-li ptáci na hnízdě rušeni. Mladí dravci dospívají dlouho, až 3 roky. Teprve poté jsou schopni rozmnožování.
Samice dravých ptáků bývají často větší a hmotnější než samci, což je dáno evolučním tlakem v podobě preferencí samečků. Větší samičky mají totiž lepší šanci ochránit hnízdo a následně vylíhlé potomstvo před predátory a jiným nebezpečím.

## Klasifikace

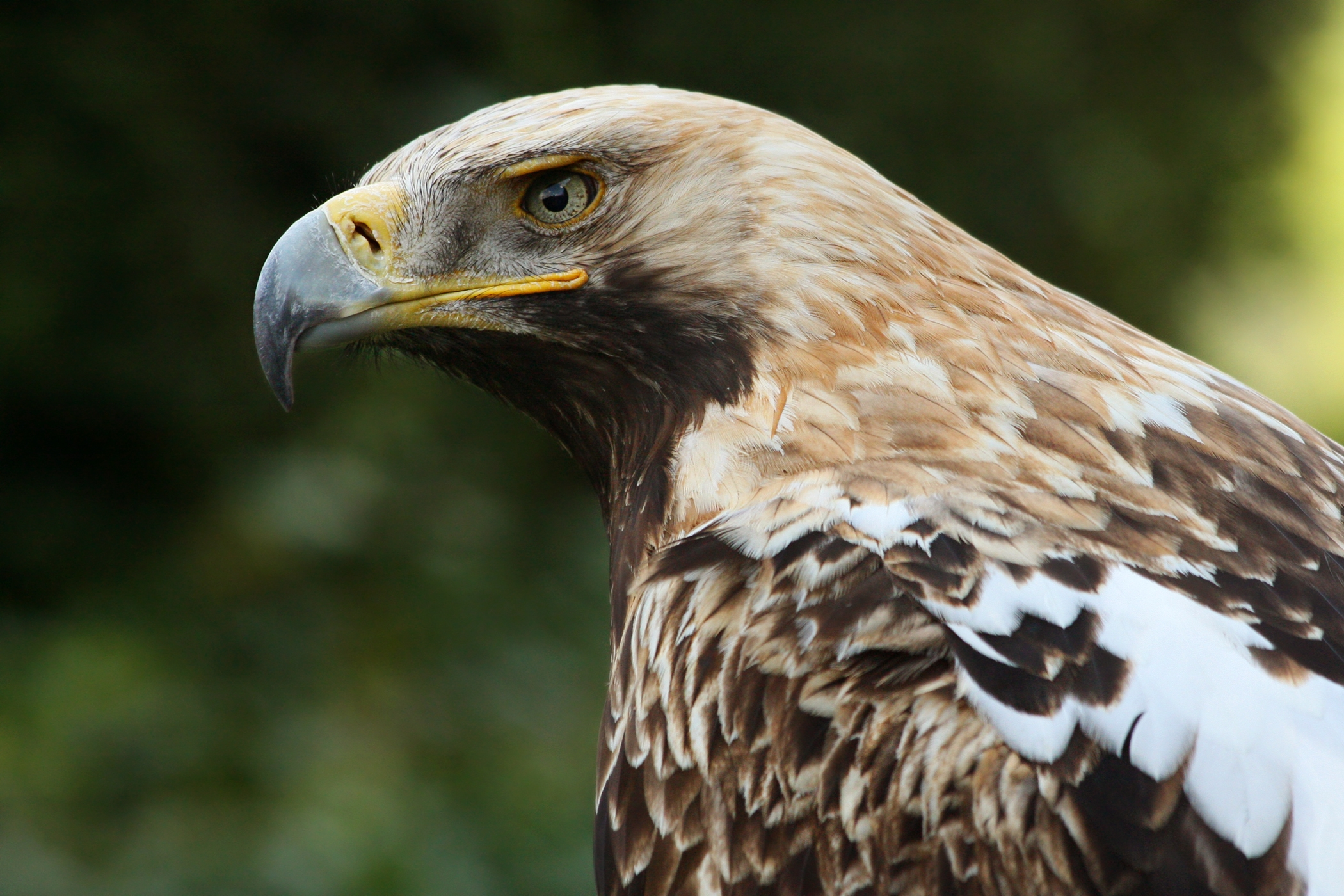
Orel královský

Tradičně se k dravcům řadilo pět čeledí ptáků (sokolovití, jestřábovití, orlovcovití, hadilovovití a kondorovití) a řád se nazýval Falconiformes (podle sokola, Falco). Na základě fylogenetických studií (2006, 2008) se sokoli oddělili do samostatného řádu sokoli (Falconiformes), neboť jsou příbuzní papouškům a pěvcům. Pro zbylé čeledě řádu dravců se nyní užívá název řádu Accipitriformes. Zatím také není jasné, jestli orlovci jsou natolik rozdílní, aby tvořili samostatnou čeleď (orlovcovití), nebo jestli by naopak mohli být začleněni v čeledi jestřábovití. 
Sesterskou skupinou řádu dravců jsou kondoři (Cathartiformes), s nimiž tvoří společnou skupinu Accipitrimorphae. Ačkoli se v minulosti objevily studie spojující kondory spíše s brodivými, jako jsou čápi, dnes se zdá být asociace kondorů a pravých dravců bezrozporná a vyskytly se i návrhy na zařazení kondorů přímo do řádu Accipitriformes. Studie řadící kondory k brodivým pracovaly zejména se staršími molekulárními postupy (DNA-DNA hybridizace, viz Sibleyho a Ahlquistův systém ptáků) a s morfologickými a behaviorálními znaky, které však snadno podléhají konvergenci (např. dlouhé, úzké a průchodné nozdry, tzv. nares perviale, které ale sdílejí ještě s dytíkovitými, nebo urohydróza - kálení si na nohy za účelem ochlazení se odpařující se vodou). 
Klad Accipitrimorphae patří do druhově bohaté skupiny Telluraves ("suchozemští ptáci"), společně se dvěma dalšími velkými klady, totiž s Coraciimorphae (převážně pralesní ptáci, z nichž se na území ČR vyskytují např. šplhavci, dudek nebo ledňáček) a s Australaves (mimo jiné již zmínění sokoli, papoušci a pěvci). Mezi Telluraves patří i řád sovy (Strigiformes), který je jedním z hlavních kandidátů na sesterskou skupinu kladu Accipitrimorphae, tato jeho pozice však dosud nebyla potvrzena s dostatečnou statistickou podporou. 
IOC World Bird List rozeznává následující 4 čeledi:
- kondorovití (Cathartidae)
- hadilovovití (Sagittariidae)
- orlovcovití (Pandionidae)
- jestřábovití (Accipitridae)

## Lidé a dravci
Dravci jsou symbolem síly a oblíbeným heraldickým zvířetem. Někdy jsou vnímáni jako škodná, která se živí drobnou lovnou zvěří, přestože většina druhů dravců žijících v ČR se běžně živí především hlodavci. Odstřel velkých dravců (orel mořský) může mít negativní vliv na celou populaci druhu, protože ptáci se rozmnožují pomalu.